# Борич, Габриэль
Габриэ́ль Бо́рич Фонт (исп. и кат. Gabriel Boric Font, хорв. Gabriel Borić Font; род. 11 февраля 1986, Пунта-Аренас) — чилийский левый политик хорвато-каталонского происхождения, студенческий лидер, депутат Палаты депутатов Чили от области Магальянес с 11 марта 2014 года. Был избран членом парламента на всеобщих выборах 2013 года как независимый кандидат и переизбран в 2017 году. Был номинирован политической коалицией «Одобряю достоинство» кандидатом в президенты на выборах 2021 года. Получив около 26 % голосов, он вышел во 2-й тур президентских выборов, в котором победил и стал избранным президентом Чили.
Учился на юридическом факультете Чилийского университета и был президентом студенческой федерации университета в 2012 году. Активно участвовал в студенческом движении «Автономные левые» (исп. Izquierda Autónoma). Директор НПО «Нодо XXI».

## Биография
Габриэль Борич родился 11 февраля 1986 года в Пунта-Аренасе в семье инженера-химика хорватского происхождения Луиса Борича, работавшего в нефтегазовой компании Empresa Nacional del Petróleo на протяжении более 40 лет, и испанки каталонского происхождения Марии Фонт.
В 1991—2003 годах учился в Британской школе в Пунта-Аренасе. Затем переехал в Сантьяго, где с 2004 года учился на юридическом факультете Чилийского университета. В университете был ассистентом у профессоров Хосе Салакетта, Софии Корреа и Карлоса Руиса Шнайдера на кафедре международного права. После окончания обучения в университете продолжил профессиональную практику, однако, решив пойти в политику, не сдал требуемый экзамен, чтобы стать юристом.

## Политическая карьера

### Студенческое движение
В 1999 и 2000 годах Борич участвовал в воссоздании Федерации учащихся средних школ Пунта-Аренаса. Во время учебы в Чилийском университете в Сантьяго присоединился к политическому коллективу Автономных левых (Izquierda Autónoma), первоначально известному как Автономные студенты (Estudiantes Autónomos). Был советником Союза студентов юридического факультета в 2008 году и стал его президентом в 2009 году, когда в течение 44 дней возглавлял акцию протеста против декана Роберто Наума. Он также представлял студентов в качестве сенатора Университета.

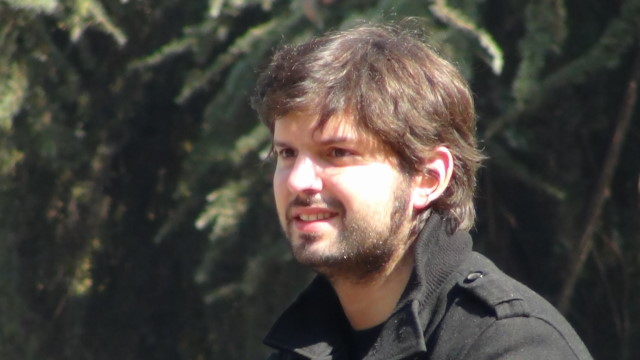
Габриэль Борич в 2012 году

Борич был кандидатом на пост лидера Студенческой федерации Чилийского университета как часть списка Созидательные левые (Creando Izquierda) на выборах 5-6 декабря 2011 года и был избран президентом с 30,52 % голосов, опередив президента федерации Камилу Вальехо, баллотировавшуюся на переизбрание от Коммунистической молодёжи Чили.
За время своего пребывания на посту президента Студенческой федерации Борич был активным участником студенческих протестов, начавшихся в 2011 году, и стал одним из главных представителей Федерации чилийских студентов. В 2012 году был включён в список 100 молодых лидеров Чили, опубликованным газетой El Mercurio в сотрудничестве с Университетом Адольфо Ибаньеса.

### Депутат парламента
В 2013 году Борич баллотировался на парламентских выборах в качестве независимого кандидата от Округа 60 (в настоящее время Округ 28), который охватывает регион Магальянес и чилийскую Антарктику. Он был избран 15 418 голосами (26,18 %), что является наибольшим числом, полученным любым кандидатом в регионе. СМИ подчеркнули тот факт, что Борич был избран вне предвыборной коалиции, тем самым успешно прорвавшись через чилийскую биномиальную систему выборов, использовавшуюся до 2017 года.
Борич был приведён к присяге в качестве члена Палаты депутатов 11 марта 2014 года. В течение первого срока входил в состав комиссий по правам человека и коренным народам; экстремальным зонам и чилийской Антарктике и комиссии по труду и социальному обеспечению.
В 2017 году переизбран членом Палаты депутатов от региона Магальянес, получив 15 417 голосов (24,62 %).

### Президентские выборы 2021 года

Эмблема кампании Борича на выборах 2021 года

18 июля 2021 года Борич одержал победу на предварительных выборах (праймериз) в коалиции «Одобряю достоинство», получив около 60 % голосов и опередив мэра Реколеты, представителя КПЧ Даниэля Хадуэ, хотя в некоторых общенациональных опросах общественного мнения Хадуэ был впереди. Борич стал кандидатом на президентских выборах 2021 года. В 1-м туре, прошедшем 21 ноября 2021 года, Борич получил 25,82 % голосов, заняв второе место после представителя правой коалиции Христианско-социальный фронт Хосе Антонио Каста и вышел во 2-й тур.
Во 2-м туре Габриэль Борич одержал победу, набрав, по предварительным данным, 55,87 % голосов. Борич в свои 35 лет стал самым молодым президентом Чили за всю историю страны, а после истечения полномочий капитан-регента Сан-Марино Джакомо Симончини самым молодым действующим государственным лидером в мире.

## Политические позиции

### Внутренняя политика
Габриэль Борич — политик левого толка.
Борич подверг критике социально-экономическую модель, сложившуюся в Чили во времена диктатуры, и считает, что она сохранилась и после перехода к демократии. Во время выборов 2021 года он пообещал положить конец неолиберальной экономической модели страны, заявив, что «если Чили была колыбелью неолиберализма, она также станет его могилой». Он упомянул, что во времена левоцентристского правительства Concertación «люди были оставлены в стороне политикой консенсуса, которая консолидировала нынешнее неолиберальное Чили».

### Внешняя политика
Борич поддерживает восстановление дипломатических отношений с Боливией, которые были разорваны в 1978 году. Однако сближению с Боливией могут помешать различные факторы: сильная институциональная политика Чили, различные споры в Международном суде и территориальные споры. Также Борич назвал Фолклендские острова территорией Аргентины (см. Проблема принадлежности Фолклендских островов). Он также пообещал аргентинскому президенту Альберто Фернандесу поддержать страну во время реструктуризации долга и переговоров с Международным валютным фондом.
Поддерживает создание независимой Палестины. В 2019 году, после того как Борич получил подарок от организации «Еврейская община Чили», он в своём «Твиттере» призвал Израиль освободить оккупированные палестинские территории. Он назвал Израиль «государством-убийцей, нарушающим международные договоры», и сказал, что «независимо от того, насколько могущественна страна, мы должны защищать международные принципы и права человека». В октябре 2021 года Борич и другие депутаты представили законопроект о запрете ввоза израильской продукции. Законопроект, основанный на рекомендациях Human Rights Watch, был охарактеризован Американским еврейским комитетом как опасность для чилийской еврейской общины и Израиля.
Борич осудил российское вторжение на Украину и, будучи избранным президентом Чили, высказался о конфликте так в своём аккаунте в Твиттере: «Россия избрала войну как средство разрешения конфликтов. Из Чили мы осуждаем вторжение в Украину, нарушение её суверенитета и незаконное применение силы. Наша солидарность будет с жертвами, а наши скромные усилия — с миром».
Президент Чили Габриэль Борич назвал вторжение России в Украину «неприемлемой агрессивной империалистической войной, которая нарушает международное право» и настоял на включении фразы «война против Украины» в Совместную декларацию саммита стран Латинской Америки и Карибского бассейна (CELAC) и Евросоюза.